# Mycetoma suturale
Mycetoma suturale là một loài bọ cánh cứng trong họ Tetratomidae. Loài này được Panzer miêu tả khoa học đầu tiên năm 1797.